# Королёва, Варвара Николаевна
Варвара Николаевна Королёва (12 декабря 1914 — 12 января 2004, Лабинский район, Краснодарский край) — советский работник сельского хозяйства, Герой Социалистического Труда.

## Биография
Родилась в 1914 году в деревне Ильино (ныне не существует) на территории современной Пензенской области.
В послевоенный период, когда Краснодарский край был освобождён от фашистов, Варвара Королёва трудилась в полеводстве совхоза «Лабинский» Лабинского района и по итогам работы в 1949 году получила урожай пшеницы 34,5 центнера с гектара на площади 23,9 гектара.
Указом Президиума Верховного Совета СССР от 17 августа 1950 года за получение высоких урожаев пшеницы в 1949 году Королёвой Варваре Николаевне было присвоено звание Героя Социалистического Труда с вручением ордена Ленина и золотой медали «Серп и Молот» (№ 5522).
Также она был награждена медалями.